# Dendrohyrax dorsalis
Dendrohyrax dorsalis е вид бозайник от семейство даманови (Procaviidae).

## Разпространение
Видът е разпространен в Бенин, Габон, Гана, Гвинея, Демократична република Конго, Екваториална Гвинея (Биоко), Камерун, Кот д'Ивоар, Либерия, Нигерия, Сиера Леоне, Уганда, Централноафриканска република и Южен Судан.